# Servius Sulpicius Rufus (Konsulartribun)
Servius Sulpicius Rufus entstammte dem römischen Patriziergeschlecht der Sulpicier und war 388, 384 und 383 v. Chr. Konsulartribun. Möglicherweise amtierte er schon 393 v. Chr. als Suffektkonsul und 391 v. Chr. als Konsulartribun. Das letztere Amt könnte er auch 377 v. Chr. noch einmal ausgeübt haben.

## Leben
In der Forschung werden Servius Sulpicius Rufus üblicherweise drei Konsulartribunate (388, 384 und 383 v. Chr.) zugeschrieben. Der römische Annalist Titus Livius führt bei den ersten beiden Amtszeiten drei Namen des Sulpicius an, bei der dritten nur das Praenomen und den Gentilnamen; außerdem fügt er bei der zweiten und dritten Amtszeit die Iterationsnummern hinzu. Der griechisch-sizilische Historiker Diodor nennt bei allen drei Amtszeiten nur das Praenomen und den Gentilnamen des Sulpicius, aber kein Cognomen.
Manche Althistoriker wie Friedrich Münzer halten es für möglich, dass der hier behandelte Sulpicius identisch mit Servius Sulpicius Camerinus ist, der 393 v. Chr. Suffektkonsul und 391 v. Chr. Konsulartribun war. Wenn diese Annahme zutrifft, hätte Sulpicius die beiden Cognomina Camerinus und Rufus geführt – wie dies beim Konsul von 345 v. Chr. erwiesenermaßen der Fall war – und sein vollständiger Name hätte Servius Sulpicius Q. f. Ser. n. Camerinus Rufus gelautet.
Ganz unsicher ist die Vermutung, dass Sulpicius zudem mit dem Konsulartribunen von 377 v. Chr. identisch sei, insbesondere weil Letzterer von den Fasti Capitolini offenbar mit Servius Sulpicius Praetextatus (Konsulartribun 376, 370 und 368 v. Chr.) gleichgesetzt wurde.